# Michał Maria Świtalski

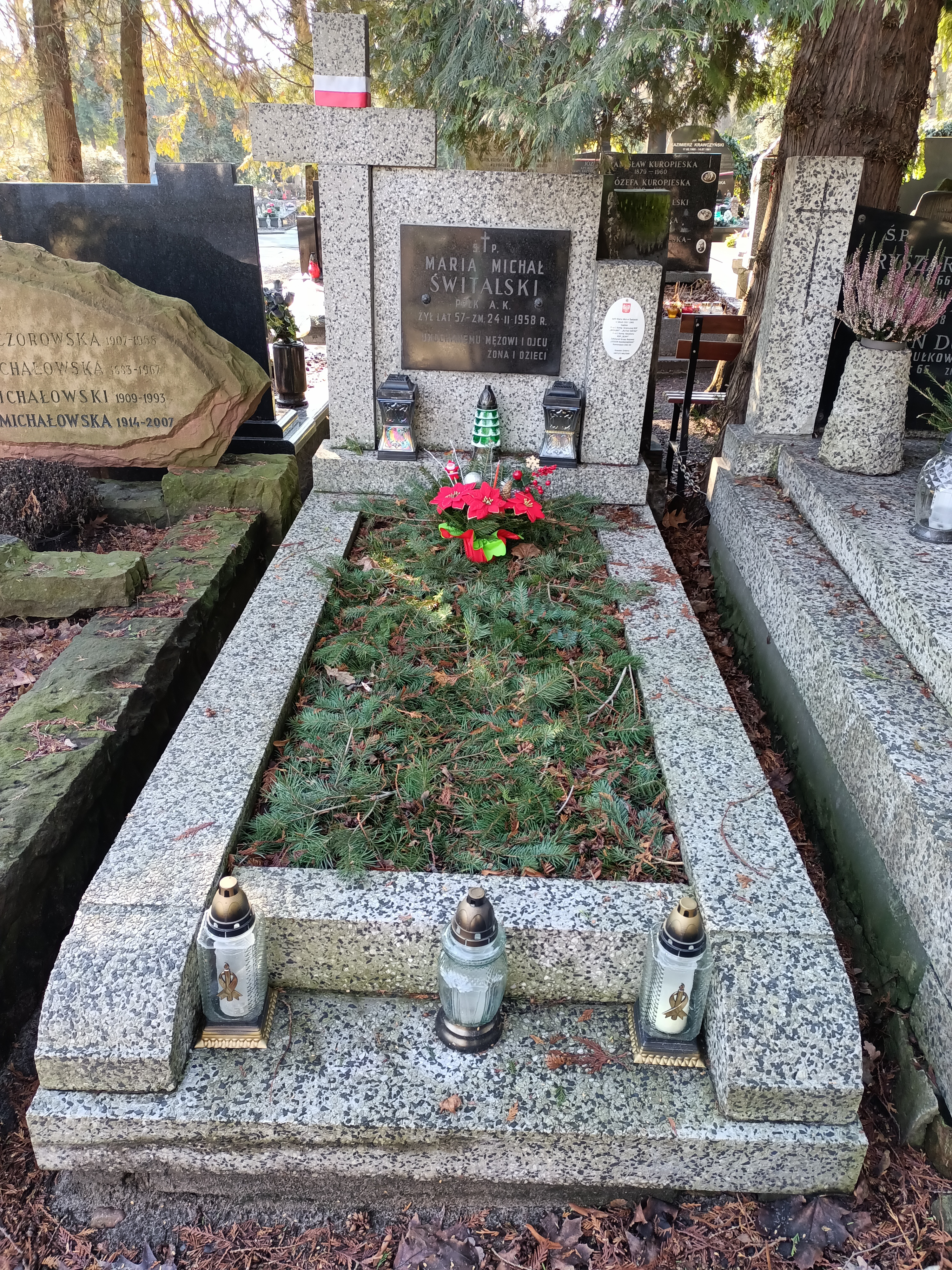
Grób Michała Świtalskiego na Cmentarzu Wojskowym na Powązkach

Maria Michał Jan Świtalski (ur. 7 kwietnia 1900 we Lwowie, zm. 1958) – podpułkownik piechoty Wojska Polskiego.

## Życiorys
Urodził się w rodzinie Józefa i Heleny z Chądzyńskich. Był młodszym bratem Stanisława (1890–1939), pułkownika dyplomowanego piechoty Wojska Polskiego i Klemensa (ur. 1891), kapitana administracji rezerwy Wojska Polskiego.
Mając 18 lat wstąpił do wojska, brał udział w wojnie polsko-bolszewickiej. W 1922 roku został zdemobilizowany. Został zweryfikowany w stopniu podporucznika ze starszeństwem z dniem 1 czerwca 1919 roku w korpusie oficerów rezerwy piechoty. W latach 1923–1924 był oficerem rezerwy 55 pułku piechoty w Lesznie. Po demobilizacji podjął naukę w Wyższej Szkole Handlu Zagranicznego we Lwowie. Później został przemianowany na oficera zawodowego i mianowany porucznikiem ze starszeństwem z dniem 1 lutego 1925 roku w korpusie oficerów piechoty. W latach 1928–1935 pełnił służbę w 19 pułku piechoty we Lwowie. 29 kwietnia 1933 roku został awansowany na kapitana ze starszeństwem z dniem 1 stycznia 1933 roku i 122. lokatą w korpusie oficerów piechoty.
18 kwietnia 1935 roku został przeniesiony z 19 pp do Korpusu Ochrony Pogranicza. Objął dowództwo kompanii granicznej KOP „Boryszkowce”(?). W 1937 roku został dowódcą kompanii granicznej KOP w Wiżajnach na granicy Polski z Prusami Wschodnimi i Litwą. W wojnie obronnej Polski w dowodził 1 kompanią batalionu KOP „Sejny”.
Internowany na Litwie. We wrześniu 1939 roku ucieka z obozu, przedostając się na Suwalszczyznę. Tam podjął działalność konspiracyjną i tworzył na terenie Suwalszczyzny organizację podziemną Legion Nadniemeński. Od roku 1941 był komendantem Obwodu Związku Walki Zbrojnej. Z chwilą powstania 14 lutego 1942 roku Armii Krajowej zajął znaczące stanowiska w Komendzie Okręgu AK Białystok, gdzie pełnił kolejno funkcje szefa Oddziału Operacyjno-Wywiadowczego i Oddziału Organizacyjnego. 22 października 1942 roku został, wraz z grupą oficerów sztabu, aresztowany przez Gestapo. W więzieniu przebywał do 1 listopada, został uwolniony przez żołnierzy AK, którzy na polecenie organizacji pracowali w policji hitlerowskiej. W okresie konspiracji dowodził walkami z wojskami niemieckimi, z większych można wymienić bitwę pod Korycinem i Woniecznem. Za działalność konspiracyjną został awansowany do stopnia podpułkownika.
W październiku 1945 roku Maria Michał Świtalski został zastępcą prezesa Okręgu organizacji o nazwie Wolność i Niezawisłość, walczącej przeciw władzy jaką wprowadzają Rosjanie. 31 grudnia 1946 Urząd Bezpieczeństwa aresztował Świtalskiego, wraz z grupą wyższych oficerów WiN i w 1947 roku został zwolniony z aresztu. Osiedlił się w Warszawie, gdzie podjął pracę w Centrali Handlowo-Technicznej. 22 października 1950 roku został ponownie aresztowany i w 1952 skazany na 10 lat więzienia za wrogą działalność wobec Polski Ludowej i Związkowi Radzieckiemu. W 1956 roku został zrehabilitowany. Zmarł w 1958 roku w następstwie choroby jakiej nabawił się w więzieniu.
Michał Maria Świtalski był dwukrotnie żonaty. Z Zofią z Chrzanowskich miał córkę Annę i syna Andrzeja, natomiast z Zofią z Kołakowskich synów: Stanisława i Jerzego.

## Ordery i Odznaczenia
- Krzyż Srebrny Orderu Wojskowego Virtuti Militari
- Krzyż Walecznych[10]
- Medal Niepodległości – 9 listopada 1932 „za pracę w dziele odzyskania niepodległości”[11][12][13]
- Srebrny Krzyż Zasługi[10]